# Ishmael Addo
Ishmael Addo (né le 30 juillet 1982 à Accra au Ghana) est un footballeur ghanéen.
Il est notamment connu pour avoir fini meilleur buteur de la Coupe du monde des moins de 17 ans 1999, avec sept réalisations.

## Biographie

### Sélection
En novembre 1999, il fait partie de l'effectif ghanéen qui participe à la coupe du monde des moins de 17 ans 1999 en Nouvelle-Zélande, édition lors de laquelle les Ghanéens finissent à la quatrième place.
Il fait ses grands débuts internationaux avec l'équipe du Ghana en juillet 2000 lors d'un match contre la Sierra Leone. Il est ensuite sélectionné pour disputer la CAN 2002 au Mali, où le Ghana est éliminé en quarts-de-finale par le Nigeria.

## Palmarès

### Club
- Hearts of Oak :
  - Vainqueur de la coupe du Ghana (1999, 2000)
  - Meilleur buteur du championnat du Ghana (1999, 2000, 2001)
  - Meilleur buteur de la ligue des champions de la CAF 2000
  - Vainqueur de la ligue des champions de la CAF 2000
  - Meilleur buteur de la supercoupe de la CAF 2001

### Sélection
- Ghana :
  - Meilleur buteur de la coupe du monde des moins de 17 ans 1999 (7 buts)